# Championnat de Malte de football 1986-1987
Navigation
Saison précédente Saison suivante
La saison 1986-1987 de Premier League Maltaise était la soixante-douzième édition de la première division maltaise.
Lors de cette saison, le Rabat Ajax a tenté de conserver son titre de champion face aux sept meilleurs clubs maltais lors d'une série de matchs se déroulant sur toute l'année.
Les huit clubs participants au championnat ont été confrontés à deux reprises aux sept autres.
C'est le Hamrun Spartans qui a été sacré champion de Malte pour la cinquième fois.
Deux places étaient qualificatives pour les compétitions européennes, la troisième place étant celle du vainqueur du Trophée Rothman 1986-1987.

## Qualifications en coupe d'Europe
À l'issue de la saison, le champion a participé au premier tour de la Coupe des clubs champions 1987-1988.
Le finaliste du Trophée Rothman, le vainqueur étant le Hamrun Spartans, a pris la place pour la Coupe des coupes 1987-1988.
Le deuxième du championnat a pris la place en Coupe UEFA 1987-1988.

## Les huit clubs participants
| Club                | Stade             | Capacité | Ville      |
| ------------------- | ----------------- | -------- | ---------- |
| Floriana FC         | -                 | -        | Floriana   |
| Hamrun Spartans     | Victor Tedesco    | 6 000    | Hamrun     |
| Paola Hibernians FC | Hibernians Ground | 8 000    | Paola      |
| Rabat Ajax          | -                 | -        | Rabat      |
| Sliema Wanderers FC | Guze Fava Ground  | 4 000    | Sliema     |
| Tarxien Rainbows FC | -                 | -        | Tarxien    |
| La Vallette FC      | -                 | -        | La Valette |
| Zurrieq FC          | -                 | -        | Zurrieq    |

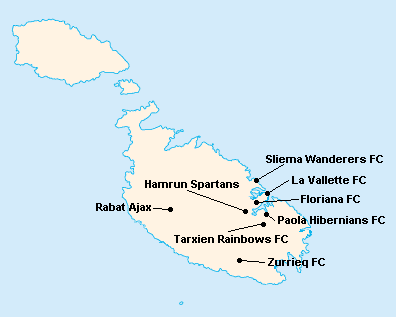
Localisation des clubs engagés dans le championnat.

L'île de Malte étant relativement petite, les clubs évoluent tous au stade National Ta'Qali (17 400 places). Certain cependant ont leur propre enceinte qu'ils peuvent éventuellement utiliser.

## Compétition

### Classement
| Rang | Équipe                  | Pts | J  | G  | N | P  | Bp | Bc | Diff |
| ---- | ----------------------- | --- | -- | -- | - | -- | -- | -- | ---- |
| 1    | Hamrun Spartans (C)     | 25  | 14 | 11 | 3 | 0  | 25 | 6  | +19  |
| 2    | La Vallette FC          | 16  | 14 | 4  | 8 | 2  | 17 | 12 | +5   |
| 3    | Zurrieq FC              | 16  | 14 | 7  | 2 | 5  | 24 | 11 | +13  |
| 4    | Sliema Wanderers FC     | 14  | 14 | 5  | 4 | 5  | 12 | 16 | -4   |
| 5    | Floriana FC (P)         | 13  | 14 | 4  | 5 | 5  | 11 | 12 | -1   |
| 6    | Paola Hibernians FC     | 13  | 14 | 5  | 3 | 6  | 12 | 17 | -5   |
| 7    | Rabat Ajax (T)          | 12  | 14 | 4  | 4 | 6  | 21 | 13 | +8   |
| 8    | Tarxien Rainbows FC (P) | 3   | 14 | 1  | 1 | 12 | 6  | 41 | -35  |

| Légende : Qualifications et relégations | Légende : Qualifications et relégations                                                     |
| --------------------------------------- | ------------------------------------------------------------------------------------------- |
|                                         | Coupe des clubs champions 1987-1988 (1er Tour)                                              |
|                                         | Coupe des coupes 1987-1988 (1er Tour)                                                       |
|                                         | Coupe UEFA 1987-1988 (1er Tour)                                                             |
|                                         | Relégation en First Division Maltaise                                                       |
|                                         | (T) : Tenant du titre 1985-1986 (P) : Promu en 1985-1986 (C) : Vainqueur du Trophée Rothman |

## Bilan de la saison
| Tableau d'Honneur       |                 |
| Compétition             | Vainqueur       |
| Premier League Maltaise | Hamrun Spartans |
| Trophée Rothman         | Hamrun Spartans |
| Supercoupe de Malte     | Rabat Ajax      |

| Qualifications européennes 1987-1988 |                     |
| Coupe des clubs champions            | Qualifiés           |
| 1er tour                             | Hamrun Spartans     |
| Coupe des coupes                     | Qualifiés           |
| 1er tour                             | Sliema Wanderers FC |
| Coupe UEFA                           | Qualifiés           |
| 1er tour                             | La Vallette FC      |

| Promotions et relégations           |                                |
| Relégués en First Division Maltaise | Rabat Ajax Tarxien Rainbows FC |
| Promus de First Division Maltaise   | Birkirkara FC Mosta FC         |